# Ян Бабинський

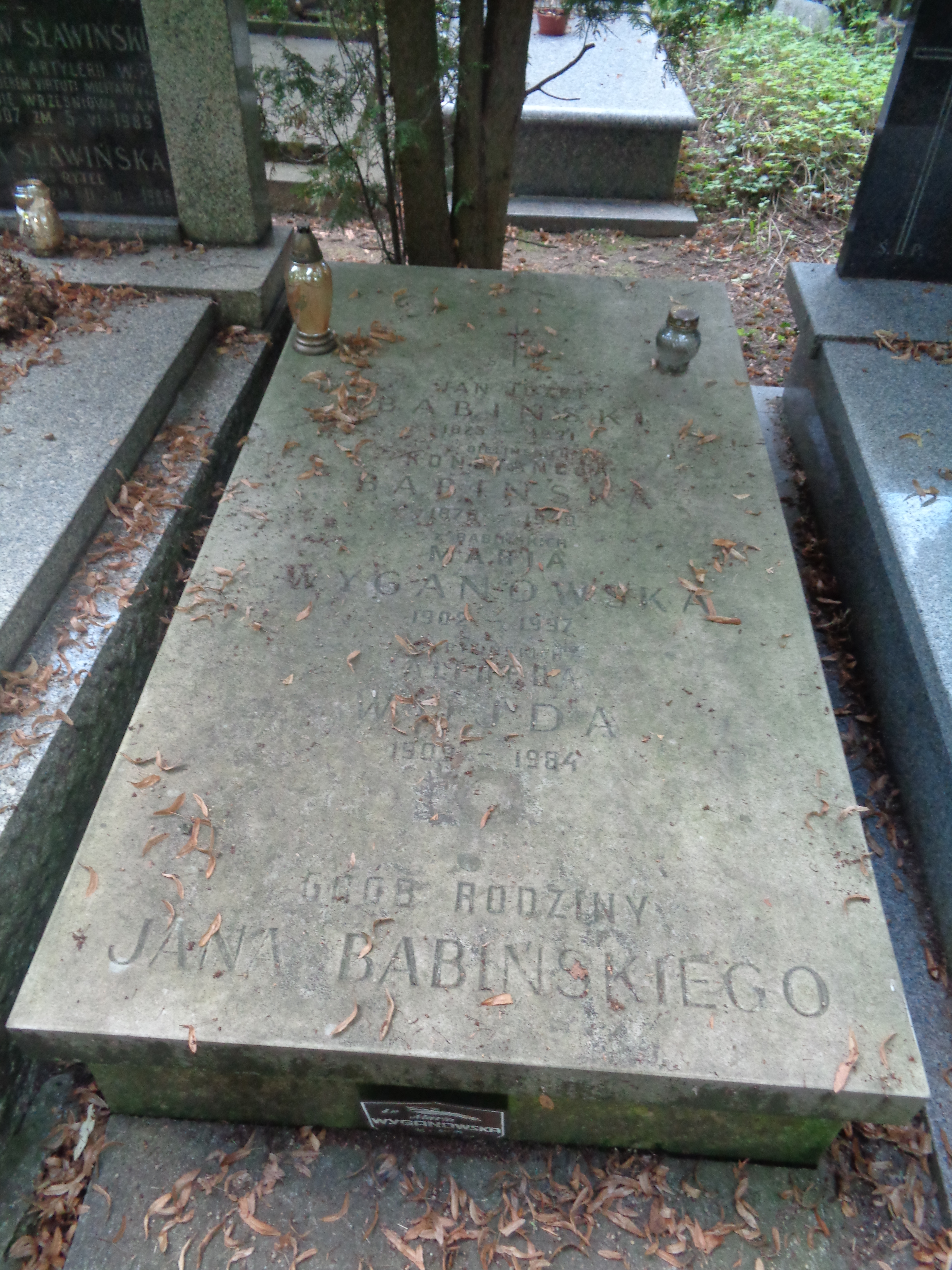
Могила Яна Бабинського і його близьких.

Ян-Юзеф Ба́бинський (15 травня 1873 Майків – 12 липня 1921 Варшава) — польський хімік українського походження, фахівець у галузі цукроваріння, інженер, педагог, доктор філософії. 

## Освіта і діяльність
У 1894 році закінчив реальну школу в Рівному після якої на короткий час вступив до сільськогосподарського інституту в Пулавах. У 1895 році записався до політехніки в Ризі, спочатку на факультет інженерії, згодом перевівся на сільськогосподарський, а потім на хімічний відділ. Був одним з учасників академічної корпорації "Арконія", яку було засновано в 1879 році на базі Ризької політехніки. Закінчив її у 1900 році зі ступенем інженера-технолога. Восени того ж року переїхав до Липська в Польщі, де в 1905 році отримав ступінь доктора філософії за працю „Ogniwa i elektrody drugiej klasy”. Згодом кілька років працював у Варшавській політехніці, а з 1910 року був асистентом при катедрі технології вуглеводнів. У 1911 році отримав посаду керівника Центральної лабораторії цукроваріння у Варшаві, де працював до кінця свого недовготривалого життя. 
Ян Бабинський також займався педагогічною діяльністю. З 1905 по 1911 рік вчителював у середніх школах. Поміж тим, в 1908 році викладав хімію у відділі технологій на Вищих сільськогосподарських курсах Товариства Наукових Курсів у Варшаві. У 1912 році організував академічні курси цукроварників, а в 1915 році брав участь у працях організаційної комісії хімічного відділу Варшавської політехніки. У 1918 – 1919 роках викладав там технологію вуглеводнів. Помер з невідомої причини у 1921 році, маючи лише 48 років, добрий фізичний стан та здоровий глузд. У його доробку залишилося близько 20 виданих друкованих праць в галузі цукроваріння, по хімії вуглеводнів, різних аналітичних досліджень на цю тему, а також багато друкованих статей у різних виданнях.  Похований на Повонзковському цвинтарі у Варшаві.

## Походження і родина
Ян-Юзеф Бабинський походив з руського боярського роду Бабинських, який веде свій відлік з другої половини XV століття. Батько Володимир-Валерій Бабинський був заможним дворянином у Острозькому повіті Волинської губернії. Володів маєтками та землями у Майкові, Жаврові, Глибочках та Новоставцях. Матір Марія походила зі шляхетного роду Весоловських.